# Fitilieu
Fitilieu korábbi község (település) Franciaországban, Isère megyében. 2016. január 1-jén Les Abrets és La Bâtie-Divisin községgel egyesült és Les Abrets en Dauphiné új község része lett.
Lakosainak száma 1925 fő (2018. január 1.). Fitilieu La Bâtie-Montgascon, Chimilin és Saint-André-le-Gaz községekkel határos.

## Népesség
A település népességének változása:
| Lakosok száma | 1102 | 1046 | 1224 | 1262 | 1275 | 1584 | 1754 | 1844 | 1918 | 1925 |
|               | 1962 | 1968 | 1982 | 1990 | 1999 | 2008 | 2011 | 2013 | 2017 | 2018 |